# From the Earth to the Moon (film)
From the Earth to the Moon (Nederlandse titel: De reis naar de maan) is een film uit 1958 onder regie van Byron Haskin.  De film bevat elementen van de gelijknamige roman van Jules Verne, maar behalve het thema van een reis naar de maan door Amerikanen in de jaren 1860 en de namen van een paar hoofdpersonages lijkt dit verhaal in niets op de roman. 

## Verhaal
Munitieproducent Victor Barbicane (uitvinder van het hoogst explosieve "Power X") en metallurgist Stuyvesant Nicholl (uitvinder van het hardste metaal) bouwen samen een ruimteschip, aangedreven met Power X. Ze vertrekken in de richting van de maan, samen met Barbicanes assistent Ben Sharpe, en als verstekeling Nicholls dochter Virginia. Door sabotage van Nicholl raken ze in problemen. Het ruimteschip splitst in vier segmenten die elk een secundair systeem van aandrijving hebben. Barbicane en Nicholl belanden op de maan, waar ze naar verwachting na enkele dagen zullen overlijden, terwijl Sharpe en Virginia in een ander segment richting aarde gaan, onzeker of ze dit zullen overleven.

## Rolverdeling
| Acteur                                         | Personage                   |
| ---------------------------------------------- | --------------------------- |
| Joseph Cotten                                  | Victor Barbicane            |
| George Sanders                                 | Stuyvesant Nicholl          |
| Debra Paget                                    | Virginia (Nicholls dochter) |
| Don Dubbins- Ben Sharpe (Barbicanes assistent) |                             |